# Elipsis (figura retórica)
En lingüística, la elipsis (del griego ἔλλειψις, élleipsis, "omisión") o construcción elíptica es una figura retórica que consiste en la omisión de una o más palabras en una cláusula que, aunque sean necesarias para la correcta construcción gramatical, se sobreentienden por el contexto. Hay numerosos tipos de elipsis reconocidas en la sintaxis teórica.

## Ejemplos
Yo llevaba las flores y ellos, el incienso.

En este verso se omite el verbo 'llevar': Yo llevaba las flores y ellos llevaban el incienso.

Félix cantaba una canción romántica y sus amigos, unos boleros.

En este verso se omite el verbo 'cantar': Félix cantaba una canción romántica y sus amigos cantaban unos boleros.

(Texto original)

Con estas y con otras leyes y estatutos

nos conservamos y vivimos alegres;

somos señores de los campos, de los sembrados,

de la selvas, de los montes, de las fuentes, de los ríos;

los montes nos ofrecen leña de balde; los árboles, frutos;

las viñas, uvas.
(Texto sin elipsis)

Con estas y con otras leyes y estatutos

nos conservamos y vivimos alegres;

somos señores de los campos, de los sembrados,

de la selvas, de los montes, de las fuentes, de los ríos;

los montes nos ofrecen leña de balde; los árboles nos ofrecen frutos;

las viñas nos ofrecen uvas.
Miguel de Cervantes

La repetición incesante de "nos ofrecen" resulta fastidiosa, pero gracias a la elipsis la lectura se vuelve más fluida sin perder su significado.
Según ciertos manuales todos estos ejemplos no son ejemplos de elipsis, sino de silepsis: según ello la elipsis ocurre cuando el verbo no se ha mencionado antes en la oración. Esto era común en latín que a menudo se obviaba el verbo ser en las oraciones. Si el verbo fue mencionado antes, como en los ejemplos de arriba, entonces se llamaría la figura no elipsis, sino una silepsis (nótese que la RAE no registra esta acepción del vocablo silepsis).